# Nick Plastino
Nick Plastino, född 20 februari 1986, är en kanadensisk-italiensk professionell ishockeyspelare som tidigare har spelat för bland annat Wheeling Nailers (USA), BIK Karlskoga och Örebro HK båda i Sverige. Från säsongen 2015/2016 spelar Plastino i Tappara i Finland.

## Klubbar
- Barrie Colts (2003/2004–2006/2007)
- Asiago (2007/2008–2010/2011)
- Wheeling Nailers (2011/2012)
- BIK Karlskoga (2011/2012–2012/2013)
- Örebro HK  (2013/2014)
- Stavanger Oilers (2014/2015)
- Tappara  (2015/2016–)